# DVV-Pokal
DVV-pokal/Tyska cupen är en årlig volleybollcup för tyska klubblag som organiseras av Deutscher Volleyball Verband sedan 1973. I Östtyskland fanns motsvarigheten FDGB-Pokal.
Tävlingen arrangeras både för damer och herrar. Finalerna spelas sedan 2016 i SAP Arena, Mannheim. Vinnarna kvalificerar sig för respektive upplaga av CEV Cup